# Futbol als Jocs Olímpics d'estiu de 1976
Als Jocs Olímpics d'Estiu de 1976 celebrats a la ciutat de Mont-real (Canadà) es disputà una competició de futbol en categoria masculina. La competició tingué lloc entre els dies 18 i 31 de juliol de 1976 a l'Estadi Olímic de Mont-real, Varsity Stadium (Toronto), Lansdowne Park (Ottawa) i l'Estadi Municipal de Sherbrooke.

## Comitès participants
Hi participaren un total de 202 futbolistes de 13 comitès nacionals diferents:
| - Brasil - Canadà - Corea del Nord - Cuba | - Espanya - França - Guatemala | - Iran - Israel - Mèxic | - Polònia - RDA - Unió Soviètica |

Les seleccions de  Ghana,  Nigèria i  Zàmbia, classificades pel torneig, refusaren participar-hi. Vegeu: Boicot polític als Jocs Olímpics d'estiu de 1976.

## Resum de medalles
| Prova          | Or | Argent | Bronze |
| Futbol masculí | RDAHans-Ulrich Grapenthin · Wilfried Gröbner · Jürgen Croy · Gerd Weber · Hans-Jürgen Dörner · Konrad Weise · Lothar Kurbjuweit · Reinhard Lauck · Gert Heidler · Reinhard Häfner · Hans-Jürgen Riediger · Bernd Bransch · Martin Hoffmann · Gerd Kische · Wolfram Löwe · Hartmut Schade · Dieter Riedel | PolòniaJan Tomaszewski · Piotr Mowlik · Antoni Szymanowski · Jerzy Gorgoń · Wojciech Rudy · Władysław Żmuda · Zygmunt Maszczyk · Grzegorz Lato · Henryk Wawrowski · Henryk Kasperczak · Roman Ogaza · Kazimierz Kmiecik · Kazimierz Deyna · Andrzej Szarmach · Henryk Wieczorek · Leslaw Cmikiewicz · Jan Benigier | Unió SovièticaVladimir Astapovsky · Anatoli Konkov · Viktor Matvienko · Mikhail Fomenko · Stefan Reshko · Vladimir Troshkin · David Kipiani · Vladimir Onishchenko · Viktor Kolotov · Vladimir Veremeev · Oleh Blokhín · Leonid Buriak · Vladimir Fyodorov · Aleksandr Minayev · Viktor Zvyagintsev · Leonid Nazarenko · Aleksandr Prokhorov |

## Medaller
| Posició | País           | Or | Argent | Bronze | Total |
| 1       | RDA            | 1  | 0      | 0      | 1     |
| 2       | Polònia        | 0  | 1      | 0      | 1     |
| 3       | Unió Soviètica | 0  | 0      | 1      | 1     |

## Resultats

### Primera ronda
Grup A
|                      | J | G | E | P | GF | GC | Pts |
| -------------------- | - | - | - | - | -- | -- | --- |
| Brasil               | 2 | 1 | 1 | 0 | 2  | 1  | 3   |
| Alemanya Democràtica | 2 | 1 | 1 | 0 | 1  | 0  | 3   |
| Espanya              | 2 | 0 | 0 | 2 | 1  | 3  | 0   |
| Nigèria              | 0 | 0 | 0 | 0 | 0  | 0  | 0   |

| Brasil | 0–0   | Alemanya Democràtica |
| ------ | ----- | -------------------- |
|        | Resum |                      |

 Varsity Stadium (Toronto)

Assistència: 21.643

Àrbitre: John Paterson (ESC)        
| Brasil                        | 2–1   | Espanya      |
| ----------------------------- | ----- | ------------ |
| Rosemiro 7' · Chico Fraga 47' | Resum | Idígoras 14' |

 Estadi Olímpic (Mont-real)

Assistència: 38.123

Àrbitre: Paul Schiller (AUT)        
| Alemanya Democràtica | 1–0   | Espanya |
| -------------------- | ----- | ------- |
| Dörner 46'           | Resum |         |

 Estadi Olímpic (Mont-real)

Assistència: 36.198

Àrbitre: Werner Winsemann (CAN)        
Grup B
|           | J | G | E | P | GF | GC | Pts |
| --------- | - | - | - | - | -- | -- | --- |
| França    | 3 | 2 | 1 | 0 | 9  | 3  | 5   |
| Israel    | 3 | 0 | 3 | 0 | 3  | 3  | 3   |
| Guatemala | 3 | 0 | 2 | 1 | 2  | 5  | 2   |
| Mèxic     | 3 | 0 | 2 | 1 | 4  | 7  | 2   |

| Israel | 0–0   | Guatemala |
| ------ | ----- | --------- |
|        | Resum |           |

 Varsity Stadium (Toronto)

Assistència: 9.500

Àrbitre: Vladimir Rudnev (URSS)        
| França                                                | 4–1   | Mèxic       |
| ----------------------------------------------------- | ----- | ----------- |
| Schaer 14' · Baronchelli 33' · Rubio 78' · Amisse 90' | Resum | Sánchez 81' |

 Lansdowne Park (Ottawa)

Assistència: 14.286

Àrbitre: Ángel Coerezza (ARG)        
| França                                   | 4–1   | Guatemala |
| ---------------------------------------- | ----- | --------- |
| Platini 7' 86' · Amisse 41' · Schaer 82' | Resum | Fion 58'  |

 Estadi Municipal (Sherbrooke)

Assistència: 3.163

Àrbitre: Jafar Namdar (IRA)        
| Mèxic          | 2–2   | Israel            |
| -------------- | ----- | ----------------- |
| Rangel 19' 44' | Resum | Oz 51' · Shum 55' |

 Estadi Olímpic (Mont-real)

Assistència: 36.569

Àrbitre: Alberto Michelotti (ITA)        
| Mèxic      | 1–1   | Guatemala         |
| ---------- | ----- | ----------------- |
| Rangel 36' | Resum | Rergis 18' (p.p.) |

 Estadi Municipal (Sherbrooke)

Assistència: 4.118

Àrbitre: Marian Kuston (POL)        
| França      | 1–1   | Israel     |
| ----------- | ----- | ---------- |
| Platini 80' | Resum | Peretz 75' |

 Estadi Olímpic (Mont-real)

Assistència: 33.639

Àrbitre: Ramón Barreto (URU)        
Grup C
|         | J | G | E | P | GF | GC | Pts |
| ------- | - | - | - | - | -- | -- | --- |
| Polònia | 2 | 1 | 1 | 0 | 3  | 2  | 3   |
| Iran    | 2 | 1 | 0 | 1 | 3  | 3  | 2   |
| Cuba    | 2 | 0 | 1 | 1 | 0  | 1  | 1   |
| Ghana   | 0 | 0 | 0 | 0 | 0  | 0  | 0   |

| Polònia | 0–0   | Cuba |
| ------- | ----- | ---- |
|         | Resum |      |

 Lansdowne Park (Ottawa)

Assistència: 29.417

Àrbitre: Abraham Klein (ISR)        
| Iran         | 1–0   | Cuba |
| ------------ | ----- | ---- |
| Mazloumi 28' | Resum |      |

 Lansdowne Park (Ottawa)

Assistència: 11.324

Àrbitre: Adolf Prokop (RDA)        
| Polònia                      | 3–2   | Iran                   |
| ---------------------------- | ----- | ---------------------- |
| Szarmach 48' 75' · Deyna 51' | Resum | Parvin 6' · Roshan 79' |

 Estadi Olímpic (Mont-real)

Assistència: 32.309

Àrbitre: Arnaldo Cézar Coelho (BRA)        
Group D
|                | J | G | E | P | GF | GC | Pts |
| -------------- | - | - | - | - | -- | -- | --- |
| URSS           | 2 | 2 | 0 | 0 | 5  | 1  | 4   |
| Corea del Nord | 2 | 1 | 0 | 1 | 3  | 4  | 2   |
| Canadà         | 2 | 0 | 0 | 2 | 2  | 5  | 0   |
| Zàmbia         | 0 | 0 | 0 | 0 | 0  | 0  | 0   |

| Canadà      | 1–2   | URSS              |
| ----------- | ----- | ----------------- |
| Douglas 88' | Resum | Onischenko 8' 11' |

 Estadi Olímpic (Mont-real)

Assistència: 34.320

Àrbitre: Robert Helies (FRA)        
| Corea del Nord                       | 3–1   | Canadà      |
| ------------------------------------ | ----- | ----------- |
| An Se-Uk 18' · Hong Song-Nam 66' 80' | Resum | Douglas 51' |

 Varsity Stadium (Toronto)

Assistència: 12.638

Àrbitre: Marco Antonio Dorantes (MEX)        
| URSS                                     | 3–0   | Corea del Nord |
| ---------------------------------------- | ----- | -------------- |
| Kolotov 16' · Veremeev 81' · Blokhín 89' | Resum |                |

 Lansdowne Park (Ottawa)

Assistència: 15.233

Àrbitre: Emilio Guruceta-Muro (ESP)        

### Quadre final
|  | Quarts de final           | Quarts de final        |                         |        | Semifinals  | Semifinals  |  |  | Final                   | Final |
|  |                           |                        |                         |        |             |             |  |  |                         |       |
|  | 25 de juliol - Ottawa     |                        |                         |        |             |             |  |  |                         |       |
|  |                           |                        |                         |        |             |             |  |  |                         |       |
|  | Alemanya Democràtica      | 4                      |                         |        |             |             |  |  |                         |       |
|  | Alemanya Democràtica      | 4                      | 27 de juliol - Montreal |        |             |             |  |  |                         |       |
|  | França                    | 0                      |                         |        |             |             |  |  |                         |       |
|  | França                    | 0                      | Alemanya Democràtica    | 2      |             |             |  |  |                         |       |
|  | 25 de juliol - Sherbrooke |                        | Alemanya Democràtica    | 2      |             |             |  |  |                         |       |
|  |                           | URSS                   | 1                       |        |             |             |  |  |                         |       |
|  | URSS                      | URSS                   | 1                       | 2      |             |             |  |  |                         |       |
|  | URSS                      |                        | 31 de juliol - Montreal | 2      |             |             |  |  |                         |       |
|  | Iran                      | 1                      |                         |        |             |             |  |  |                         |       |
|  | Iran                      | 1                      | Alemanya Democràtica    | 3      |             |             |  |  |                         |       |
|  | 25 de juliol - Toronto    |                        | Alemanya Democràtica    | 3      |             |             |  |  |                         |       |
|  |                           | Polònia                | 1                       |        |             |             |  |  |                         |       |
|  | Brasil                    | Polònia                | 1                       | 4      |             |             |  |  |                         |       |
|  | Brasil                    | 27 de juliol - Toronto |                         | 4      |             |             |  |  |                         |       |
|  | Israel                    | 1                      |                         |        |             |             |  |  |                         |       |
|  | Israel                    | 1                      | Polònia                 | 2      | Tercer lloc | Tercer lloc |  |  |                         |       |
|  | 25 de juliol - Montreal   |                        | Polònia                 | 2      | Tercer lloc | Tercer lloc |  |  |                         |       |
|  |                           | Brasil                 | 0                       |        |             |             |  |  |                         |       |
|  | Polònia                   | Brasil                 | 0                       | 5      | URSS        | 2           |  |  |                         |       |
|  | Polònia                   |                        |                         | 5      | URSS        | 2           |  |  |                         |       |
|  | Corea del Nord            | 0                      |                         | Brasil | 0           |             |  |  |                         |       |
|  | Corea del Nord            | 0                      |                         |        | 0           |             |  |  |                         |       |
|  |                           |                        |                         |        |             |             |  |  | 29 de juliol - Montreal |       |
|  |                           |                        |                         |        |             |             |  |  |                         |       |

### Quarts de final
| Alemanya Democràtica                     | 4–0   | França |
| ---------------------------------------- | ----- | ------ |
| Löwe 27' · Dörner 60' 68' · Riediger 77' | Resum |        |

 Lansdowne Park (Ottawa)

Assistència: 20.083

Àrbitre: Alberto Michelotti (ITA)        
| URSS                          | 2–1   | Iran             |
| ----------------------------- | ----- | ---------------- |
| Minayev 40' · Zvyagintsev 67' | Resum | Ghelichkhani 82' |

 Estadi Municipal (Sherbrooke)

Assistència: 5.855

Àrbitre: Guillermo Velasquez (COL)        
| Brasil                                     | 4–1   | Israel     |
| ------------------------------------------ | ----- | ---------- |
| Jarbas 56' 74' · Erivelto 72' · Júnior 88' | Resum | Peretz 80' |

 Varsity Stadium (Toronto)

Assistència: 18.601

Àrbitre: Károly Palotai (HON)        
| Polònia                                           | 5–0   | Corea del Nord |
| ------------------------------------------------- | ----- | -------------- |
| Szarmach 13' 49' · Lato 59' 79' · Szymanowski 64' | Resum |                |

 Estadi Olímpic (Mont-real)

Assistència: 46.885

Àrbitre: Paul Schiller (AUT)        

### Semifinals
| URSS        | 1–2   | Alemanya Democràtica        |
| ----------- | ----- | --------------------------- |
| Kolotov 84' | Resum | Dörner 59' · Kurbjuweit 66' |

 Estadi Olímpic (Mont-real)

Assistència: 57.182

Àrbitre: Marco Antonio Dorantes (MEX)        
| Polònia          | 2–0   | Brasil |
| ---------------- | ----- | ------ |
| Szarmach 51' 82' | Resum |        |

 Varsity Stadium de Toronto

Assistència: 21.743

Àrbitre: John Paterson (ESC)        

### Partit tercer lloc
| URSS                          | 2–0   | Brasil |
| ----------------------------- | ----- | ------ |
| Onishcenko 5' · Nazarenko 49' | Resum |        |

 Estadi Olímpic (Mont-real)

Assistència: 55.647

Àrbitre: Abraham Klein (ISR)        

### Final
| Alemanya Democràtica                  | 3–1   | Polònia  |
| ------------------------------------- | ----- | -------- |
| Schade 7' · Hoffmann 14' · Häfner 84' | Resum | Lato 59' |

 Estadi Olímpic (Mont-real)

Assistència: 71.617

Àrbitre: Ramon Barreto (URU)        